# Saint-Saturnin, Cantal
Saint-Saturnin är en kommun i departementet Cantal i regionen Auvergne-Rhône-Alpes i mitten av Frankrike. Kommunen ligger  i kantonen Allanche som ligger i arrondissementet Saint-Flour. År 2022 hade Saint-Saturnin 191 invånare.

## Befolkningsutveckling
Antalet invånare i kommunen Saint-Saturnin
Referens:INSEE